# Дорохин, Иван Никитович
Иван Никитович Дорохин (31 марта 1924 - 25 июня 1944) — младший лейтенант Рабоче-крестьянской Красной Армии, участник Великой Отечественной войны, Герой Советского Союза (1944).

## Биография
Иван Дорохин родился 18 (по новому стилю — 31) марта 1924 года в селе Решетово-Дуброво (ныне — Краснинский район Липецкой области) в семье крестьянина. Рано остался без родителей, воспитывался в детском доме в Ельце. Учился в Елецком педагогическом институте, после чего работал учителем в сельской школе деревни Дерновка Краснинского района. В июне 1942 года Дорохин был призван на службу в Рабоче-крестьянскую Красную Армию. В 1943 году окончил Ростовское военное училище самоходной артиллерии. С марта того же года — на фронтах Великой Отечественной войны. К июню 1944 года младший лейтенант Иван Дорохин командовал самоходным орудием «СУ-76» 713-го самоходного артиллерийского полка 29-го стрелкового корпуса 48-й армии 1-го Белорусского фронта. Отличился во время освобождения Гомельской области Белорусской ССР.
24-25 июня 1944 года в ходе боёв за освобождение деревни Святое Озеро Дорохин со своим экипажем огнём самоходки уничтожил 1 САУ «Фердинанд», 3 противотанковых орудия, 2 батареи миномётов, 3 пулемёта. Его действия способствовали успеху стрелковых частей. 25 июня 1944 года Дорохин погиб в бою. Был похоронен в братской могиле в пос. Воронцово (Островского района Псковской области).
Указом Президиума Верховного Совета СССР от 23 августа 1944 года за «образцовое выполнение боевых заданий командования на фронте борьбы с немецкими захватчиками и проявленные при этом мужество и героизм» младший лейтенант Иван Дорохин посмертно был удостоен высокого звания Героя Советского Союза. Также был посмертно награждён орденом Ленина.